# Скелліг (острови)
51°46′ пн. ш. 10°32′ зх. д. / 51.767° пн. ш. 10.533° зх. д.

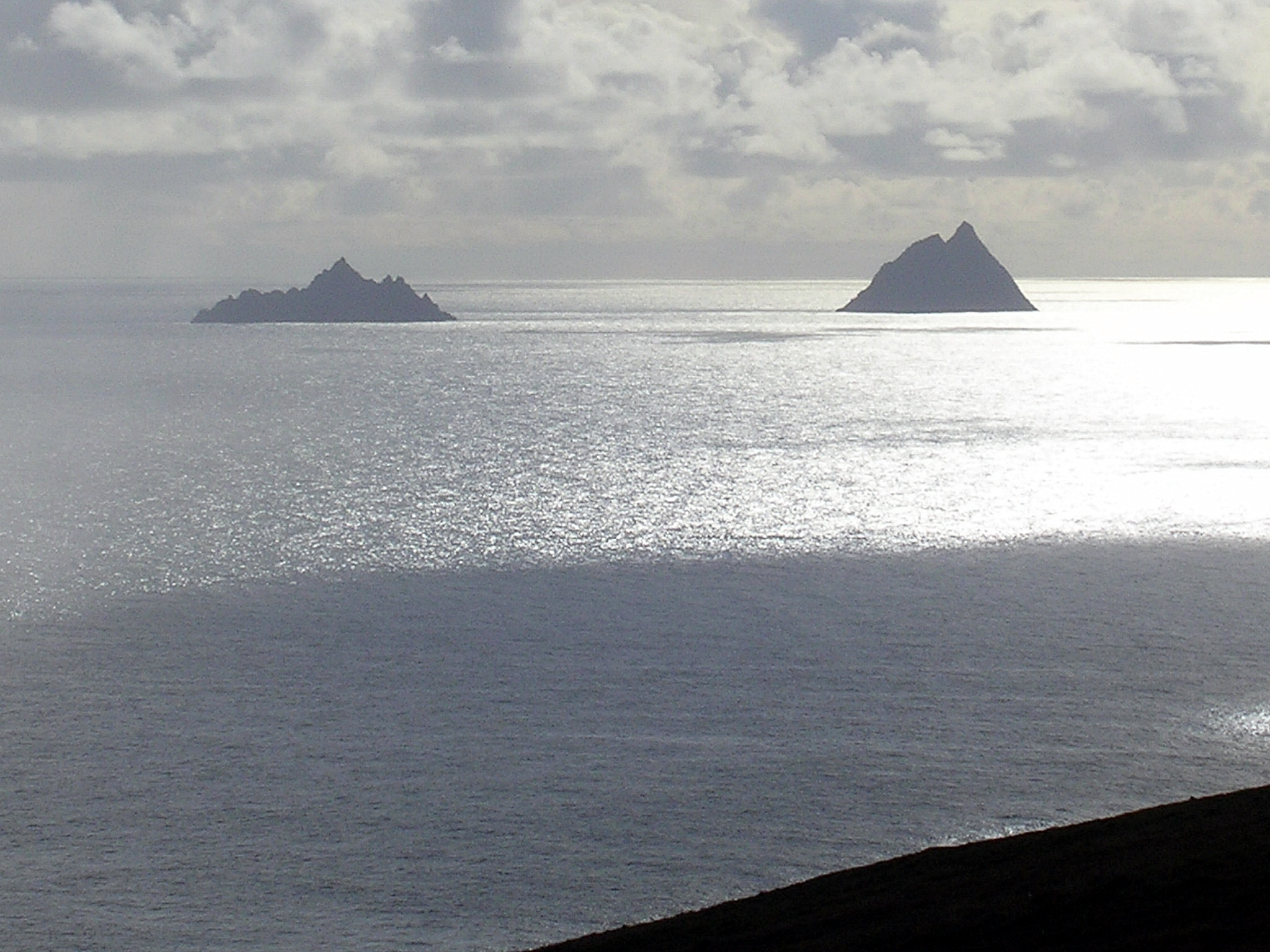

Острови Скелліг (англ. The Skelligs, ірл. Na Scealaga) — два маленьких скелястих острова, Літл Скелліг (англ. Little Skellig) і Скелліг-Майкл (англ. Skellig Michael), поблизу півострова Івера в графстві Керрі, Ірландія. Включені до Світової спадщини ЮНЕСКО.
Перша згадка про острови датується 490 роком.